# Anna av Kashin
Anna av Kashin, död 1368, var furstinna av Tver 1285–1318, gift med furst Mikael av Tver. Hon kom att bli vördad som rysk-ortodoxt helgon, och beskyddare av Kashin och Tver.